# فرودگاه نیروی هوایی سلطنتی ادزل
فرودگاه نیروی هوایی سلطنتی ادزل (به انگلیسی: RAF Edzell) یک فرودگاه نظامی است که یک باند فرود آسفالت دارد و طول باند آن ۱۴۲۳ متر است. این فرودگاه در کشور اسکاتلند قرار دارد و در ارتفاع ۴۵ متری از سطح دریا واقع شده است.